# Carbery

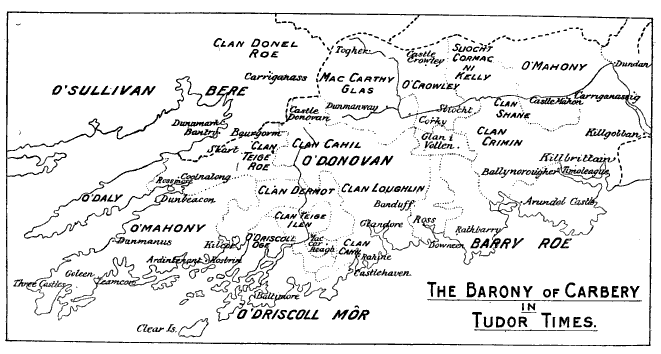
Carbery à l'époque des Tudor

Carbery ou la baronnie de Carbery est une ancienne principauté irlandaise située au sud du comté de Cork, sur la côte Atlantique. Elle était la plus vaste baronnie de l'Irlande moderne. Elle fut officiellement intégrée aux terres de la couronne d'Angleterre en 1606. 
Monuments remarquables : abbaye de Timoleague, château de Kilbrittain.[non neutre]

## Historique
Les Mac Carthy-Reagh, seigneurs puis princes de Carbery, étaient une branche cadette de la Maison Mac Carthy il controlèrnet le fief du XIIIe au XVIIe siècle. Le fondateur de la lignée  des princes  de Carbery est Domnall Mael Caiprech fl.1280-1310 qui était le 4e fils de Domnall Gott mac Domnaill roi de Desmond. Son fils ainé Domnhall Cam fl.  1334 et son petit-fils Domnall Cairbreach fl.  1345-1366 furent seigneurs de Cairbre. Le premier prince de Carbery est son arrière-petit-fils Domhnall Riabhach Mac Carthaigh. A la fin du XVIe siècle Finghin Mac Carthy Reagh (mort vers 1640) (anglais: Florence Mac Carthy) le fils de ainé de Sir Donnchadh mac Domhnaill (mort en 1576), épouse sa lointaine parente Eibhilín fille légitime et héritière de Domhnall mac Domhnaill Mac Carthy Mór (mort en 1597) 1er comte de Clancare et unit ainsi les deux lignées

## Princes de Cairbe (Carbery)
- 1366-1414 : Domnhall Riabhach mac Domhnaill Chairbrigh
- 1412-1442 : Domnall Glas mac Domhnaill Riabhaigh, son fils ainé ;
- 1442-1453 : Donnchadh mac Domhnaill Riabhaigh, son frère ;
- 1453-1473 : Diarmaid an Dúna mac Domhnaill Riabhaigh, son frère fils
- 1473-1478 : Cormac mac Donnchadha déposé mort en 1503 , fils de Donnchadh ;
- 1478-1505 : Finghín mac Diarmada an Dúna fils de Dairmaid an Dúna
- 1505-1506 : Diarmaid mac Diarmada an Dúna, son frère ;
- 1506-1531 : Domhnall mac Finghín , fils de Finghin ;
- 1531- ??  : Cormac mac Domhnaill, fils ainé ;
- ????-1566 : Sir Finghín mac Domhnaill , frère ;
- 1566-1576 : Sr Donnchadh mac Domhnaill, frère ;
- 1576-1593 : Si Eóghan mac Domhnaill, frère ;
- 1593- ????: Domnall na Píbe mac Cormaic, fils de Cormac mac Domhnaill.